# Trận Kranji
Trận Kranji là giai đoạn thứ hai trong trận tấn công Singapore của Đế quốc Nhật Bản trong Thế chiến thứ hai. Vào ngày 9 tháng 2 năm 1942, Lục quân Đế quốc Nhật Bản tấn công phía tây bắc Singapore với mục tiêu chính của họ là thiết lập một đầu cầu thứ hai sau cuộc đột kích thành công tại Bãi biển Sarimbun một ngày trước đó, nhằm phá vỡ tuyến phòng thủ Jurong-Kranji rồi tiến xuống phía nam đi vào trung tâm Thành phố Singapore. Bảo vệ bờ biển giữa sông Kranji và Đường Johor-Singapore Causeway là Lữ đoàn 27 của Úc do Chuẩn tướng Duncan Maxwell chỉ huy và một đại đội lính không chính quy.
Vào ngày 10 tháng 2, lính Nhật chịu thương vong nặng nề nhất khi vượt sông Kranji, suýt nữa đã phải hủy bỏ chiến dịch. Tuy nhiên, do vấn đề về thông tin, các lực lượng Đồng minh phải rút lui, bỏ tuyến phòng thủ Jurong-Kranji và sau cùng Singapore thất thủ vào ngày 15 tháng 2 năm 1942.

## Bối cảnh trận đánh
Địa hình xung quanh Kranji chủ yếu là đầm lầy ngập mặn và rừng nhiệt đới giao nhau giữa các con suối và lạch. Đoạn bờ biển giữa sông Kranji và Đường Johor-Singapore Causeway dài gần 4 km được Lữ đoàn 27 Úc bảo vệ, chỉ huy bởi Chuẩn tướng Duncan Maxwell. Lữ đoàn 27 gồm ba tiểu đoàn và một trung đoàn pháo dã chiến, ngoài ra còn có một trung đội từ một tiểu đoàn súng máy hỗ trợ.
Chiến đấu cùng Lữ đoàn 27 là đại đội Dalforce (mang tên người chỉ huy trưởng, Trung tá John Dalley thuộc lực lương đặc biệt của cảnh sát Mã Lai), một lực lượng quân sự không chính quy quân tình nguyện người Hoa. Do tình trạng chiến tranh, quân tình nguyện của đại đội Dalforce chỉ được huấn luyện từ ba đến bốn ngày và trang bị vũ khí cơ bản. Do thiếu quân phục nên quân tình nguyện phải mặc sơ-mi màu xanh có hình tam giác màu đỏ để tránh bị nhầm là lính Nhật.
Lực lượng Nhật Bản tấn công Kranji là Sư đoàn Vệ binh Hoàng gia của Thiếu tướng Nishimura Takuma. 400 lính Vệ binh Hoàng gia Nhật đã đổ bộ đánh chiếm đảo Pulau Ubin, một đảo nhỏ nằm ở đông bắc Singapore như một động thái nghi binh vào ngày 7 tháng 2 và hầu như không gặp kháng cự.

## Diễn biến

### 9 tháng 2 năm 1942 - Nhật Bản đổ bộ
Ngày 9 tháng 2, hai sư đoàn lục quân Nhật thuộc Tập đoàn quân 25 do Trung tướng Yamashita Tomoyuki chỉ huy đổ bộ lên bờ biển tây bắc Singapore, bờ biển Sarimbun. Tại đây lính Nhật đụng độ với liên quân Úc – Ấn Độ và giành chiến thắng. Bộ chỉ huy hành quân của Yamashita được đặt tại cung điện của Sultan Johor tại Istana Bukit Serene, cách Eo biển Johor chỉ 1,6 km nơi giúp cho ông và các sĩ quan cấp dưới của mình có thể nhìn được toàn cảnh về hầu hết mọi mục tiêu (cả quân sự và dân sự) ở phần phía bắc của đảo Singapore. Người Anh biết được việc này nhưng pháo binh Anh không dám nã pháo vào Istana Bukit Serene vì đây cũng là nơi ở của Sultan Johor Ibrahim và bất kỳ hành động thù địch nào nhắm vào cung điện này cũng sẽ gây ra hậu quả xấu cho mối quan hệ giữa hoàng gia Johor và thực dân Anh.
Mục tiêu của quân Nhật khi đổ bộ Kranji là chiếm được làng Kranji cho phép họ sửa chữa con đường Causeway (đã bị phá hủy một phần) để đưa quân tiếp viện và tiếp tế dễ dàng đến con đường Woodlands và Mandai và phần còn lại của hòn đảo cho lực lượng tiên phong của họ. Khi lực lượng tiền tiêu của Nhật đã đổ bộ an toàn, pháo binh Nhật hướng hỏa lực vào các vị trí phòng thủ tại Kranji. Đường dây điện báo và điện thoại đã bị cuộc pháo kích này cắt đứt và các lực lượng phòng thủ không còn liên lạc được bộ chỉ huy. 8 giờ 30 tối, Vệ binh Hoàng gia Nhật bắt đầu cuộc vượt biển từ Johor bằng các tàu đổ bộ bọc thép, thuyền xếp và cả bằng cách bơi qua.

### 10 tháng 2 năm 1942 - Quân Nhật thương vong nặng

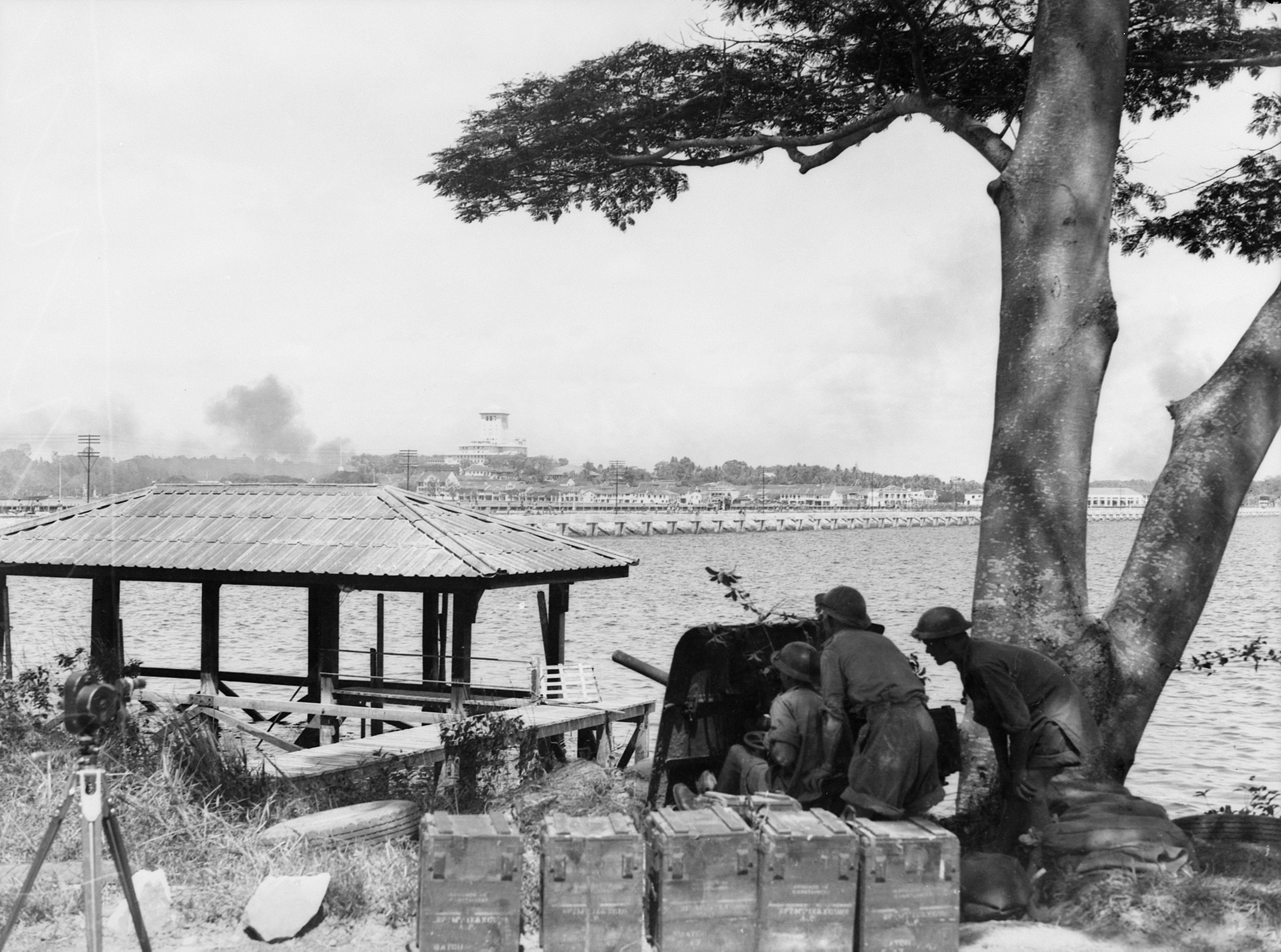
Lính chống tăng Úc bên khẩu pháo chống tăng 2 Pounder đang theo dõi con đường Causeway nối Johor (Mã Lai) và Singapore.

Đầu giờ sáng ngày 10 tháng 2 là thời điểm quân Nhật chịu tổn thất nặng nề nhất trong toàn Trận chiến Singapore. Trong khi vượt sông Kranji, nhóm dẫn đầu thuộc Trung đoàn 4 của Sư đoàn Vệ binh Hoàng gia đã phải hứng chịu hỏa lực mạnh từ súng máy và súng cối Úc. Họ cũng thấy xung quanh mình toàn những vệt dầu, do quân Đồng minh lo sợ người Nhật sẽ chiếm giữ kho xăng dầu Woodlands gần đó đã đổ hết dầu xuống nước. Một kịch bản mà Yamashita lo sợ đã xảy ra: dầu loang gặp phải hỏa lực Đồng minh đã bốc cháy khiến nhiều lính Nhật bị thiêu sống dưới nước. Chịu tổn thất nặng nề và chỉ một số lượng nhỏ Vệ binh Nhật đến được bờ biển và thiết lập một đầu cầu mỏng manh, Nishimura xin phép từ bỏ cuộc tấn công nhưng Yamashita đã từ chối.
Chuẩn tướng Duncan Maxwell, trước tình thế chỉ có thể liên lạc một cách hạn chế với tổng hành dinh, lo ngại Lữ đoàn 22 dưới quyền mình sẽ bị nghiền nát bởi cuộc giao tranh khốc liệt và hỗn loạn tại Sarimbun và Jurong ở phía tây nam. Do đó bất chấp thành công lữ đoàn vừa đạt được, ông cho Lữ đoàn của mình rút khỏi bờ biển. Điều này cho phép quân Nhật dễ dàng đổ bộ hơn và chiếm được làng Kranji. Quân Nhật cũng nhanh chóng chiếm luôn khu vực Woodlands và bắt đầu sửa chữa đường Causeway nối Johor và Singapore mà không gặp phải bất kỳ cuộc tấn công nào của quân Đồng minh. Quân Đồng minh chính thức mất quyền kiểm soát vùng bờ biển sát phía tây con đường Causeway.
Các xe tăng hạng nhẹ Nhật Bản, Ha-Go Kiểu 95 và Chi-Ha Kiểu 97 có khả năng lội nước đã được kéo bởi thuyền vượt qua eo biển để đến đường Lâm Châu Khang (Lim Chu Kang), Singapore và nhanh chóng tham gia vào trận đánh lúc chạng vạng sáng trên con đường này. Lính Úc phải rút chạy về phía đông nam đến ngọn đồi Bukit Panjang khi quân Nhật giờ đây đã có xe tăng đang tiến đến đường Choa Chua Kang cách Lâm Châu Khang khoảng 15 km. Sư đoàn 5 Lục quân Nhật chiếm được làng Bukit Timah vào đêm ngày 11 tháng 2.

### Tuyến phòng thủ Jurong-Kranji
Trung tướng Arthur Percival, chỉ huy trưởng toàn bộ quân Đồng minh tại Mã Lai đã tạo ra một vành đai phòng thủ bao quanh thành phố Singapore bao gồm Sân bay Kallang, hồ chứa nước MacRitchie và Peirce và kho tiếp vận Bukit Timah. Một đoạn của vành đai phòng thủ phía tây bắc là tuyến phòng thủ Jurong-Kranji, một sườn núi hẹp nối với sông Jurong và sông Kranji, tạo thành một tuyến phòng thủ tự nhiên bảo vệ cho các cuộc tấn công từ phía tây bắc vào trung tâm thành phố Singapore (một tuyến phòng thủ tương tự nhưng ở phía đông Singapore là Tuyến Serangoon, được đặt giữa Sân bay Kallang và làng Paya Lebar).
Tuyến phòng thủ Jurong-Kranji được bảo vệ bởi Lữ đoàn Bộ binh Ấn Độ 44, bao gồm cột mốc 12 trên Đường Jurong, Lữ đoàn Bộ binh Ấn Độ 12 và Lữ đoàn 22 Úc tăng cường bảo vệ phần phía bắc của tuyến phòng thủ và duy trì liên lạc với Lữ đoàn Ấn Độ 44. Lữ đoàn bộ binh Ấn Độ 15 được bố trí lại gần đường Bukit Timah để bảo vệ nguồn cung cấp thực phẩm và xăng dầu quan trọng của hòn đảo. Một lệnh bí mật phải bảo vệ khu vực này đã được đưa đến các sĩ quan dưới quyền của Percival.

### Quân Đồng minh rút lui
Mệnh lệnh của Percival là chỉ rút về tuyến phòng thủ cuối cùng khi cần thiết đã bị Maxwell hiểu nhầm là phải ngay lập tức rút quân. Do đó, Lữ đoàn Bộ binh Ấn Độ 44, Lữ đoàn Bộ binh Ấn Độ 12 và Lữ đoàn 22 Úc, đã được tăng viện sau khi rút khỏi bãi biển Sarimbun ở phía tây bắc, bỏ tuyến phòng thủ vào ngày 10 tháng 2. Sợ rằng kho tiếp liệu lớn sẽ rơi vào tay quân Nhật nếu quân Nhật nhanh chóng tiến đến Bukit Timah, Tướng Archibald Wavell, Tổng tư lệnh quân Đồng minh tại Viễn Đông đã gửi một điện tín khẩn cấp tới Percival:
Chắc chắn một điều là quân phòng thủ của chúng ta ở Singapore có quân số trội hơn địch quân hiện có mặt ở đảo rất nhiều. Chúng ta nhất quyết phải tiêu diệt được họ. Vì danh dự của Đế quốc Anh, bổn phận của chúng ta là phải quyết chiến để bảo vệ nó. Hoa Kỳ vẫn bám bán đảo Bataan để chờ cơ hội phản công, Liên Xô đang lật ngược thế cờ ở Âu Châu và người Trung Hoa, dù với chiến cụ thô sơ họ cũng cầm chân địch được 4 năm rưỡi. Sẽ thật ô nhục nếu chúng ta nhường pháo đài Singapore kiêu hãnh của mình cho lực lượng địch kém hơn.

## Kết quả
Đến ngày 11 tháng 2, quân Nhật vượt qua tuyến phòng thủ Jurong-Kranji giờ đây không còn ai bảo vệ để tấn công Bukit Timah. Cũng trong ngày này, Percival đã chuyển toàn bộ bộ tham mưu hỗn hợp của mình tại Sime Road Camp xuống lô cốt ngầm The Battle Box tại Pháo đài Canning.
Một đòn giáng nữa vào quân phòng thủ là khi Lữ đoàn 27 của Úc rút về phía nam. Người Nhật thiết lập một đầu cầu ở khu vực phía bắc Woodlands để di chuyển thêm quân lính và khí cụ một cách tương đối dễ dàng vào đảo. Vào ngày 13 tháng 2, kế hoạch đã được chuẩn bị di tản khoảng 3.000 người đến Java, Đông Ấn Hà Lan bằng đường biển, gồm các nhân vật chủ chốt (Wavell đã rời Singapore vào ngày 11 tháng 2), y tá và những người có giá trị đặc biệt cho sự tiếp tục cuộc chiến. Wavell gửi điện tín đến Thủ tướng Anh Winston Churchill ở London đánh giá về tình hình Singapore.
Trận chiến tại Singapore đang ngày càng tệ... Tôi đã lệnh cho Percival phản công với mọi lực lượng có thể huy động... Tinh thần quân lính xuống thấp và không vực dậy nổi... Rắc rối chính là lực lượng tăng viện thiếu huấn luyện, chiến thuật táo bạo và ưu thế trên không của Nhật Bản. Tất cả mọi thứ có thể đang được thực hiện để tạo ra tinh thần tấn công và triển vọng lạc quan ơn. Nhưng tôi không thể giả vờ rằng những nỗ lực này đã hoàn toàn thành công cho đến nay. Tôi đã đưa ra những mệnh lệnh rõ ràng nhất rằng sẽ không có ý nghĩ đầu hàng và tất cả người lính sẽ tiếp tục chiến đấu đến cùng...

Đến ngày 12 tháng 2, Vệ binh Hoàng gia Nhật đã chiếm được các hồ chứa nước và làng Nee Soon. Quân phòng thủ đến lúc này đã kiệt sức. Hàng ngàn người đi lang thang và một số sợ hãi bỏ chạy tìm nơi trú ẩn trong các tòa nhà lớn. Cùng đêm, lực lượng Anh ở phía đông hòn đảo đã bắt đầu rút về phía trung tâm thành phố.
Ngày 13 tháng 2, Sư đoàn 5 Nhật Bản tiếp tục tiến quân và chiếm được Sime Road Camp, tổng hành dinh cũ của Percival. Yamashita sau đó dời bộ tư lệnh hành quân đến nhà máy sản xuất xe hơi Ford tại Bukit Timah đã bị bom tàn phá (tại đây ngày 15 tháng 2 ông tiếp nhận sự đầu hàng của Percival). Sư đoàn 18 Nhật đi xuống phía nam đến Pasir Panjang và tại đây họ đã giao chiến với lính Mã Lai tại Bukit Chandu.

## Tưởng niệm
Vào năm 1995, các địa điểm chiến đấu cũ tại Kranji và tuyến phòng thủ đã được Ủy ban Di sản Quốc gia Singapore công nhận là hai trong số mười một địa điểm trong Thế chiến thứ hai của Singapore.